# Георги Денев
Георги Денев (роден на 18 април 1950 г.), известен с прякорите си Кучето и Комитата, е легендарен български футболист, крило и нападател. Основната част от кариерата му е свързана с ЦСКА (София). Освен това е играл за Кърпачев (Ловеч), Спартак (Плевен), гръцкият Етникос (Пирея) и кипърският Арис (Лимасол).
Между 1970 г. и 1979 г. изиграва 49 мача и бележи 10 гола за националния отбор на България. Участва на Световното първенство в Германия'74.

## Биография
Родом от Ловеч, Денев заиграва за първия състав на местния клуб Кърпачев още на 15-годишна възраст. Три сезона е част от отбора, който участва в Северната Б група.
През 1968 г. е привлечен в елитния Спартак (Плевен), с чийто екип дебютира в А група. Утвърждава се бързо като основен футболист и през сезон 1968/69 записва 28 мача и бележи 7 гола в първенството.
Заради силните си изяви през 1969 г. Денев преминава в гранда ЦСКА (София), където играе в продължение на 10 години. Отличава се с техника, дрибъл, хъс и неизчерпаема енергия. Смятан за един от най-добрите футболисти през 70-те години на ХХ век в България. С ЦСКА става 5 пъти шампион на страната и 3 пъти носител на националната купа. Изиграва общо 227 мача за отбора в А група и бележи 68 гола.
В евротурнирите Денев записва за ЦСКА 22 мача с 3 гола – 16 мача с 3 гола в Купата на европейските шампиони и 6 мача в КНК. С отбора достига до четвъртфинал в КЕШ през сезон 1973/74. На 20 март 1974 г. бележи победния гол за победата с 2:1 срещу германския шампион Байерн Мюнхен. В много източници се твърди, че в най-силните му години Денев е желан от европейските грандове Реал Мадрид и Байерн, но до трансфер не се стига, заради тогавашната забрана футболистите да преминават в клубове извън страната.
След края на сезон 1978/79 в ЦСКА се отказват от услугите на Денев, въпреки че е едва на 29-годишна възраст. Разочарован от това, той отива във вечния враг Левски (София). Там тренира един месец с отбора, но не записва официален мач. Тогавашният ръководител на „сините“ Иван Славков – Батето урежда заминаването му за Гърция, където облича екипа на местния Етникос (Пирея). Денев играе два сезона за Етникос, след което още два в кипърския Арис (Лимасол) и слага край на кариерата си на 33-годишна възраст през 1983 г.
Денев завършва ВИФ „Георги Димитров“. През сезон 1990/91 е старши треньор на Слънчев бряг (Несебър) в Б група. През 1992/93 води кипърския Арис (Лимасол), а през 1995 г. е назначен за наставник на Ловеч. Под негово ръководство обаче отборът изпада от А група през сезон 1995/96.

## Успехи
- Четвъртфиналист в турнира за КЕШ: 1974.
- Шампион на България: 1971, 1972, 1973, 1975, 1976.
- Носител на Купата на Съветската армия: 1972, 1973, 1974.